# Hawthorn Ridge Cemetery N°1
Le Hawthorn Ridge Cemetery N°1 (cimetière militaire Hawthorn Ridge N°1) est un cimetière militaire de la Première Guerre mondiale, situé sur le territoire de la commune d'Auchonvillers, dans le département de la Somme, au nord-est d'Amiens.

## Localisation
Ce cimetière est situé à 1 km à l'est du village au beau milieu des cultures, en limite du terroir de la commune de Beaumont-Hamel. On y accède en empruntant, à partir de la D 73, des chemins agricoles.

## Histoire

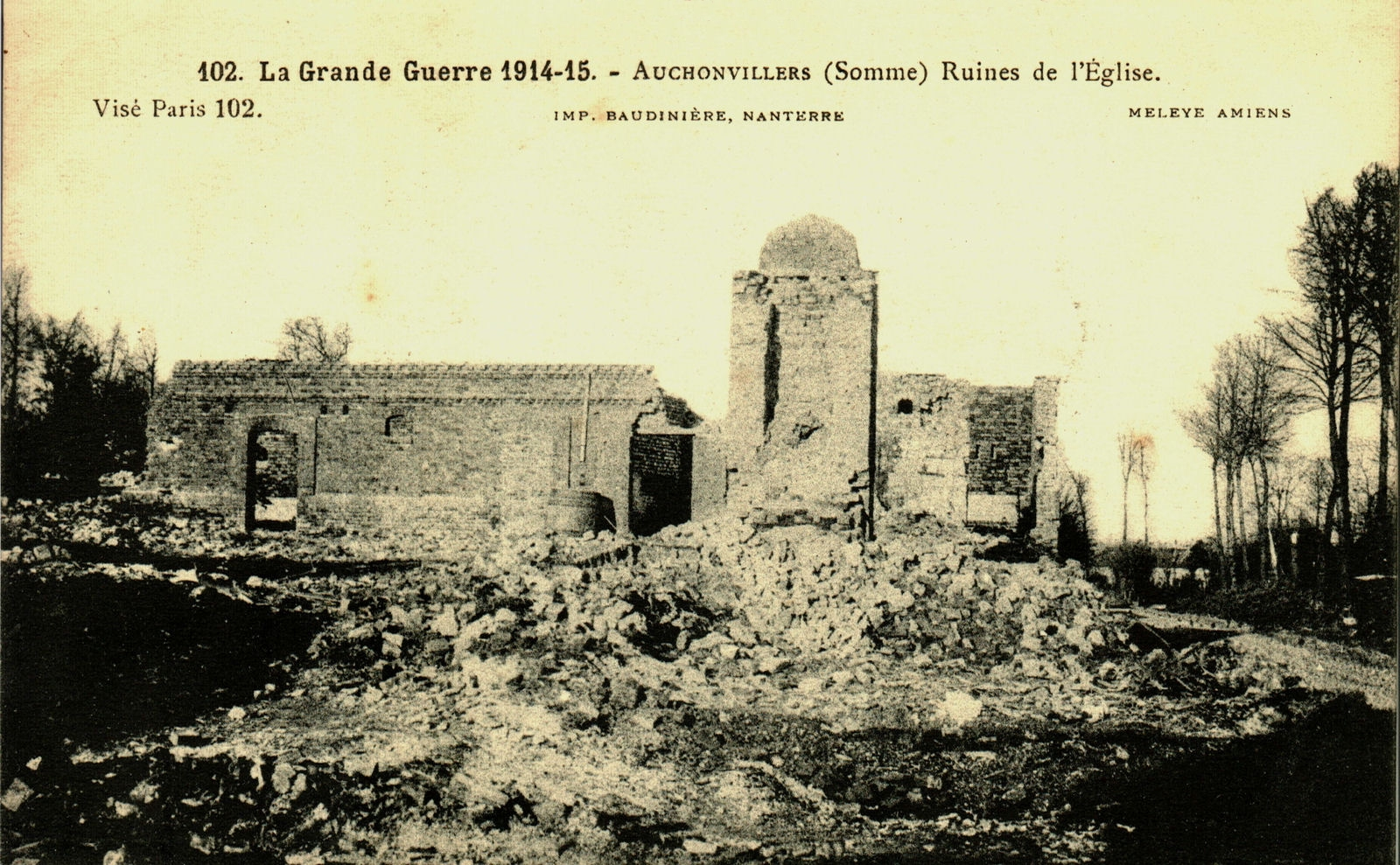
Ruines de l'église d'Auchonvillers à la fin de la guerre.

Le cimetière de Hawthorn Ridge N°1 a été créé par le 5e Corps, qui a rassemblé les corps sur les champs de bataille de l'Ancre au printemps 1917, sous le nom de cimetière N°9 du 5e Corps. Il a été baptisé Hawthorn Ridge qui signifie Crête d'aubépines.

Ici sont inhumées 153 victimes de la guerre 1914-18 dont 71 sont non identifiées. Presque tous tombèrent le 1er juillet ou le 13 novembre 1916.

## Caractéristiques
Le cimetière a un plan rectangulaire de 30 m sur 10. Il est clos par un mur de moellons.

## Sépultures
| Pays        | Sépultures |
| ----------- | ---------- |
| Royaume-Uni | 152        |
| Canada      | 1          |
| Total       | 153        |

## Galerie

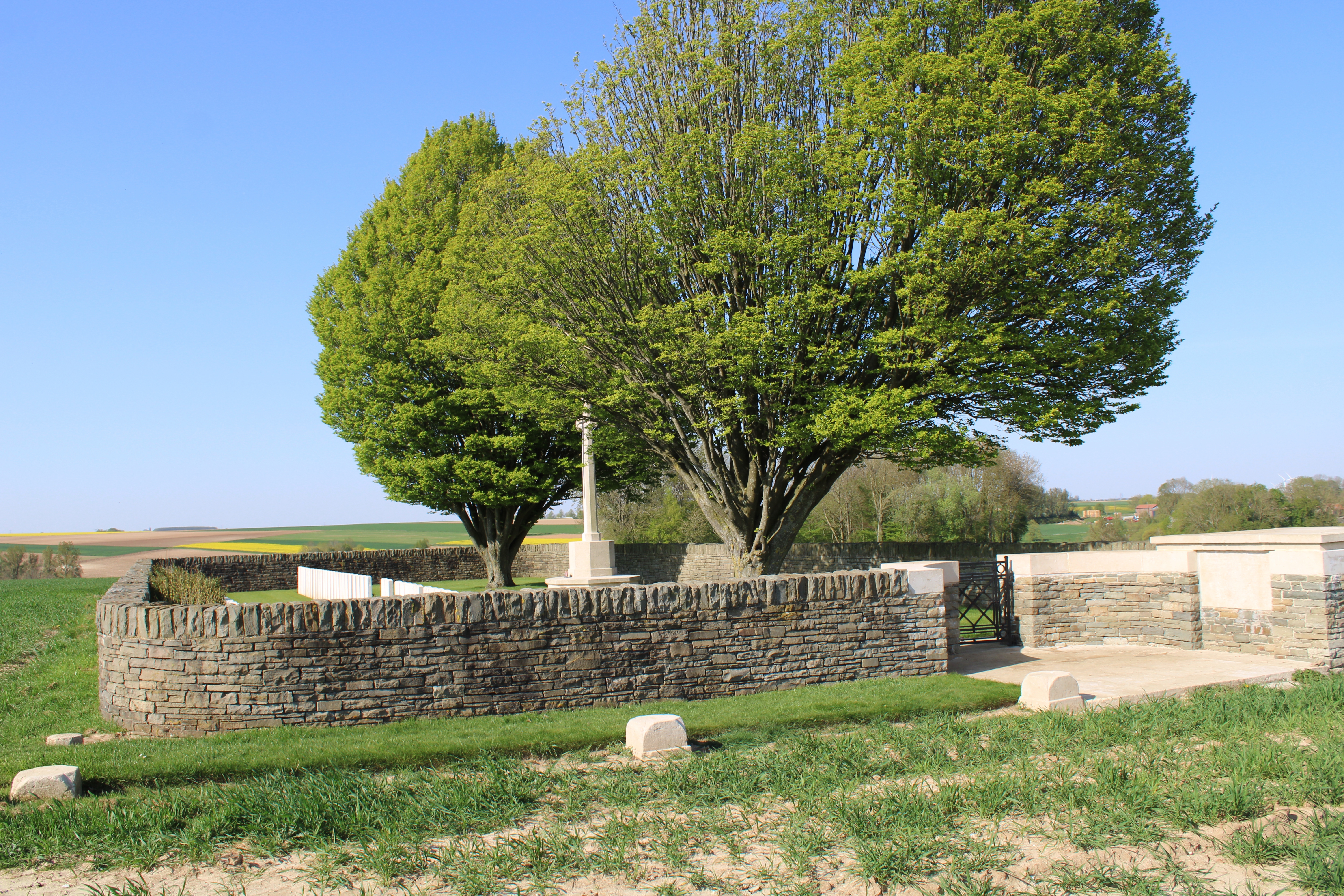
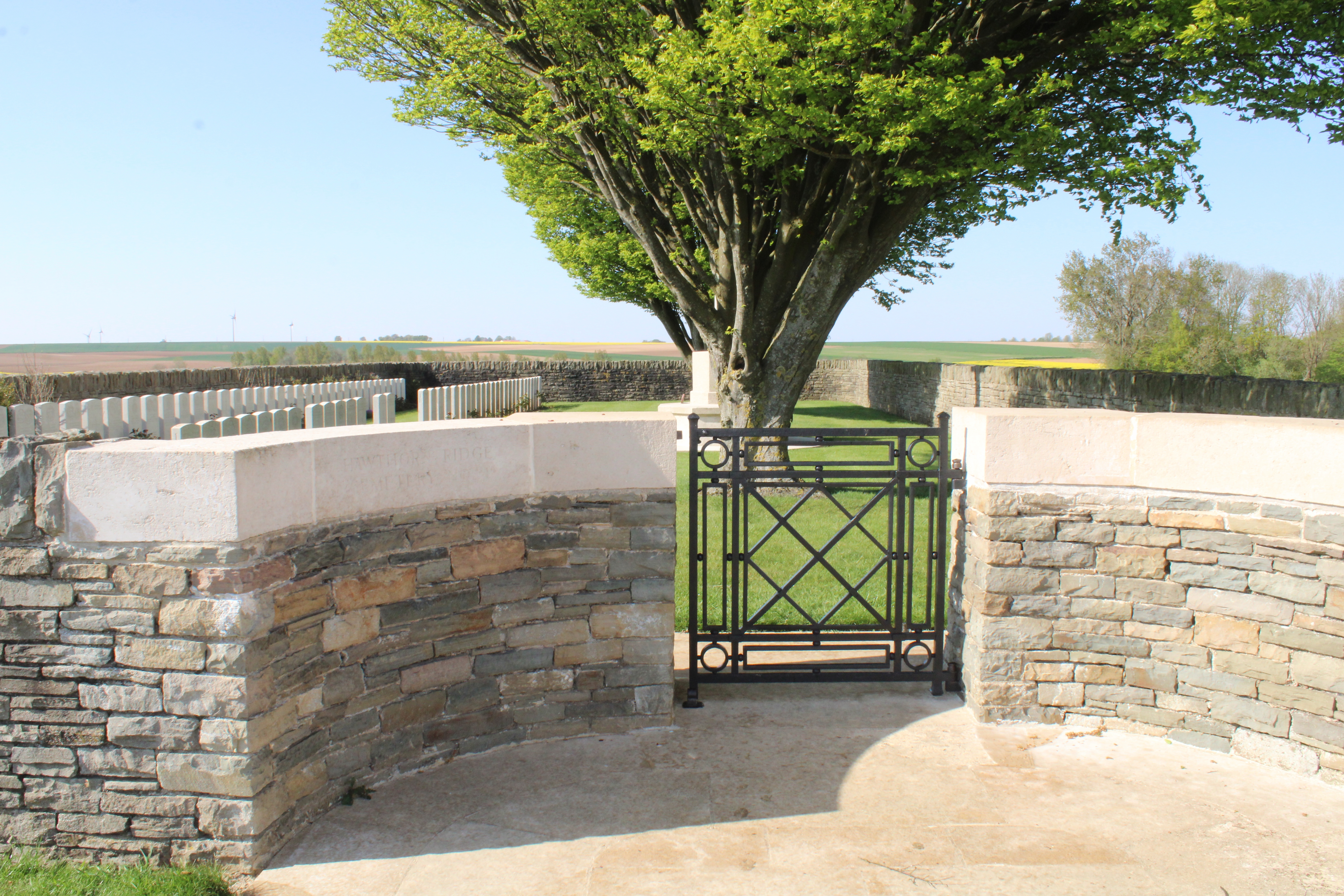
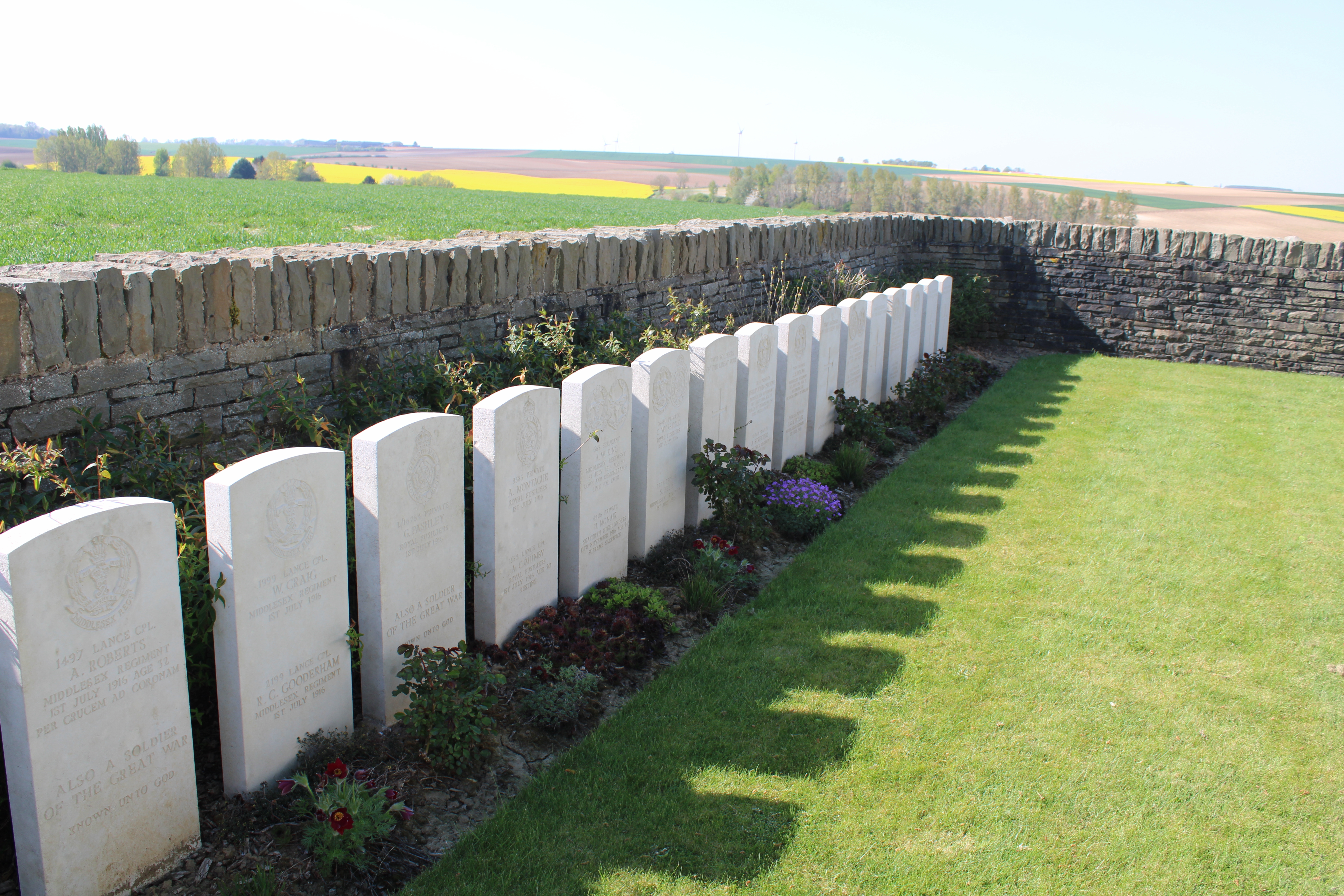
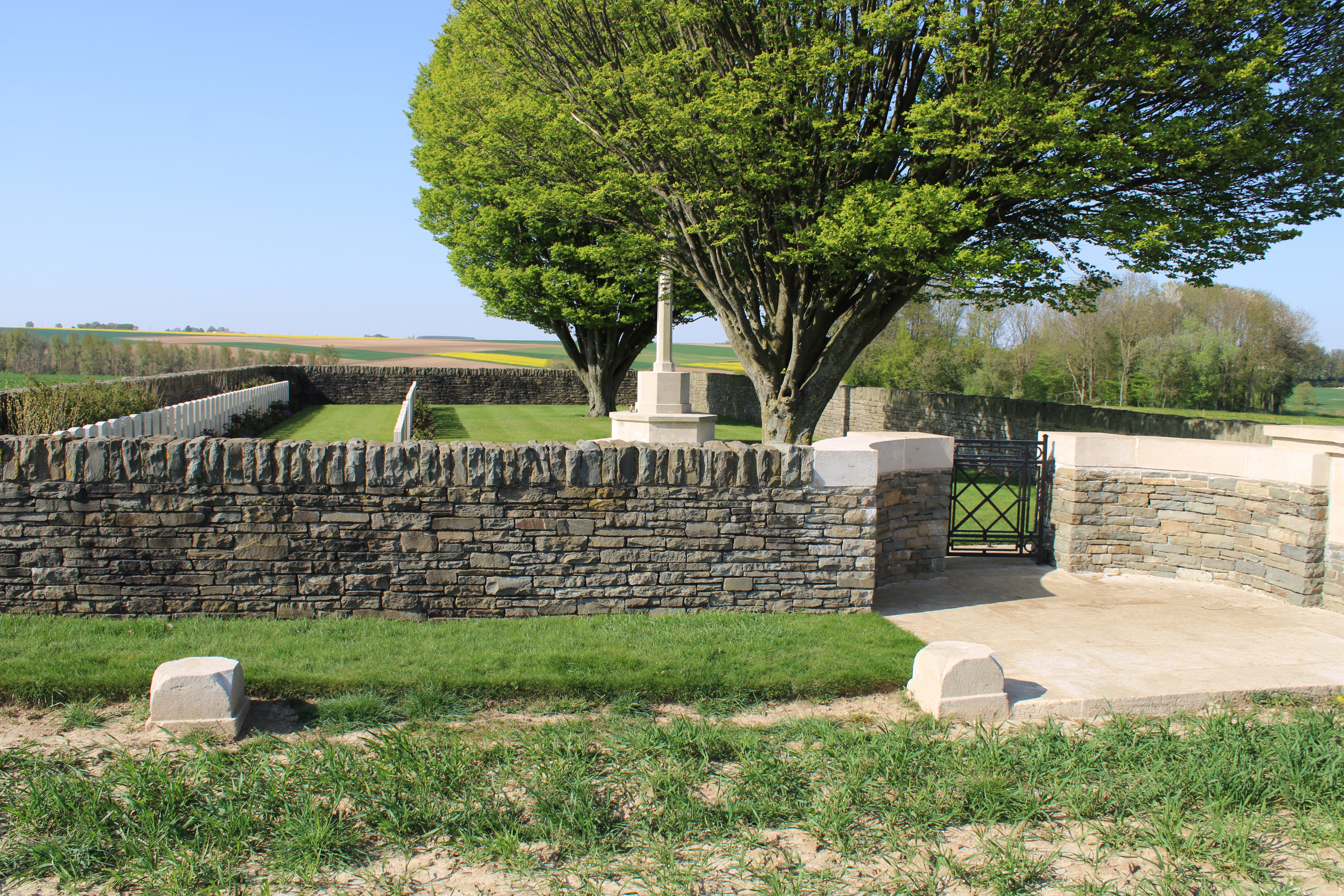
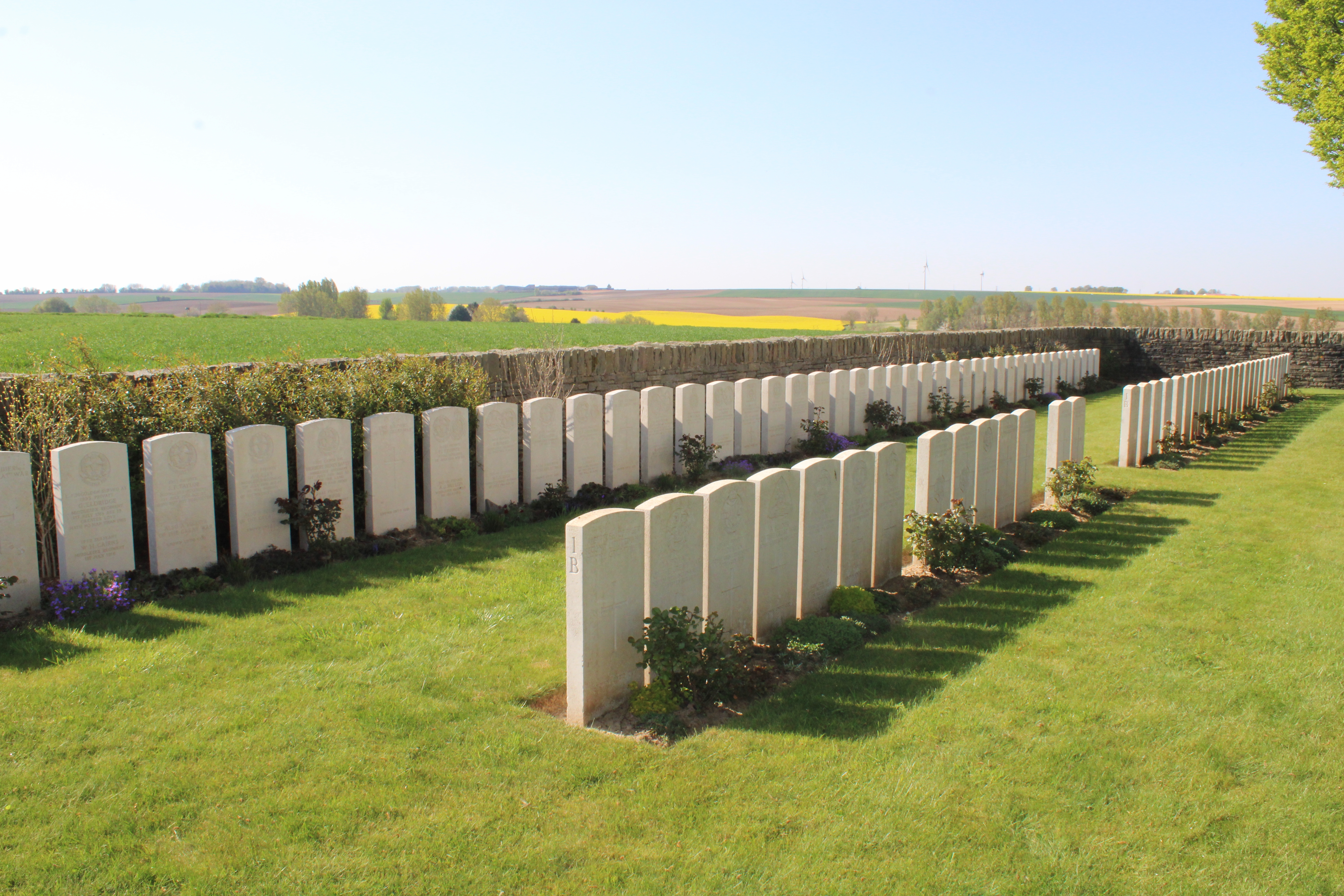
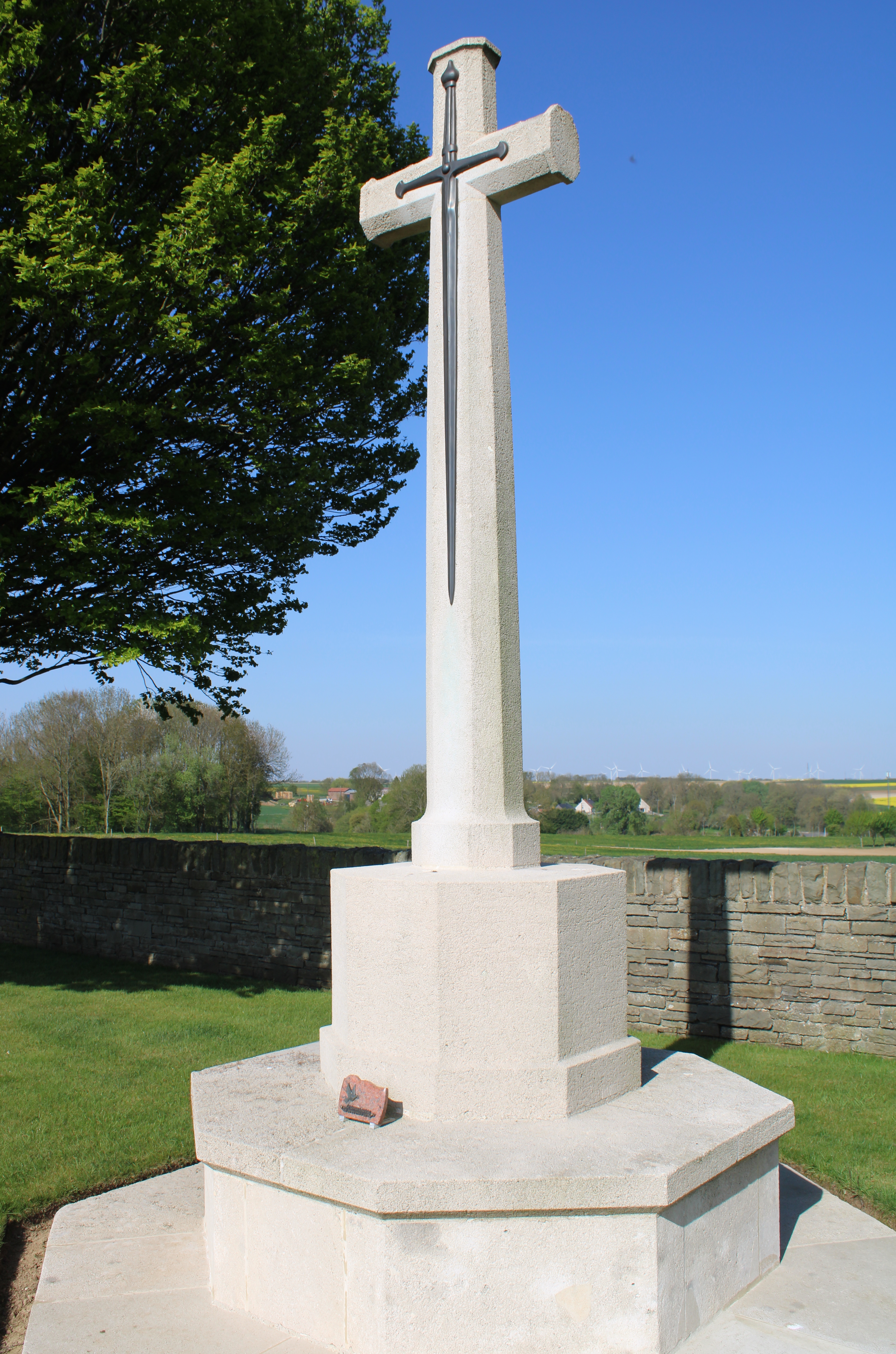
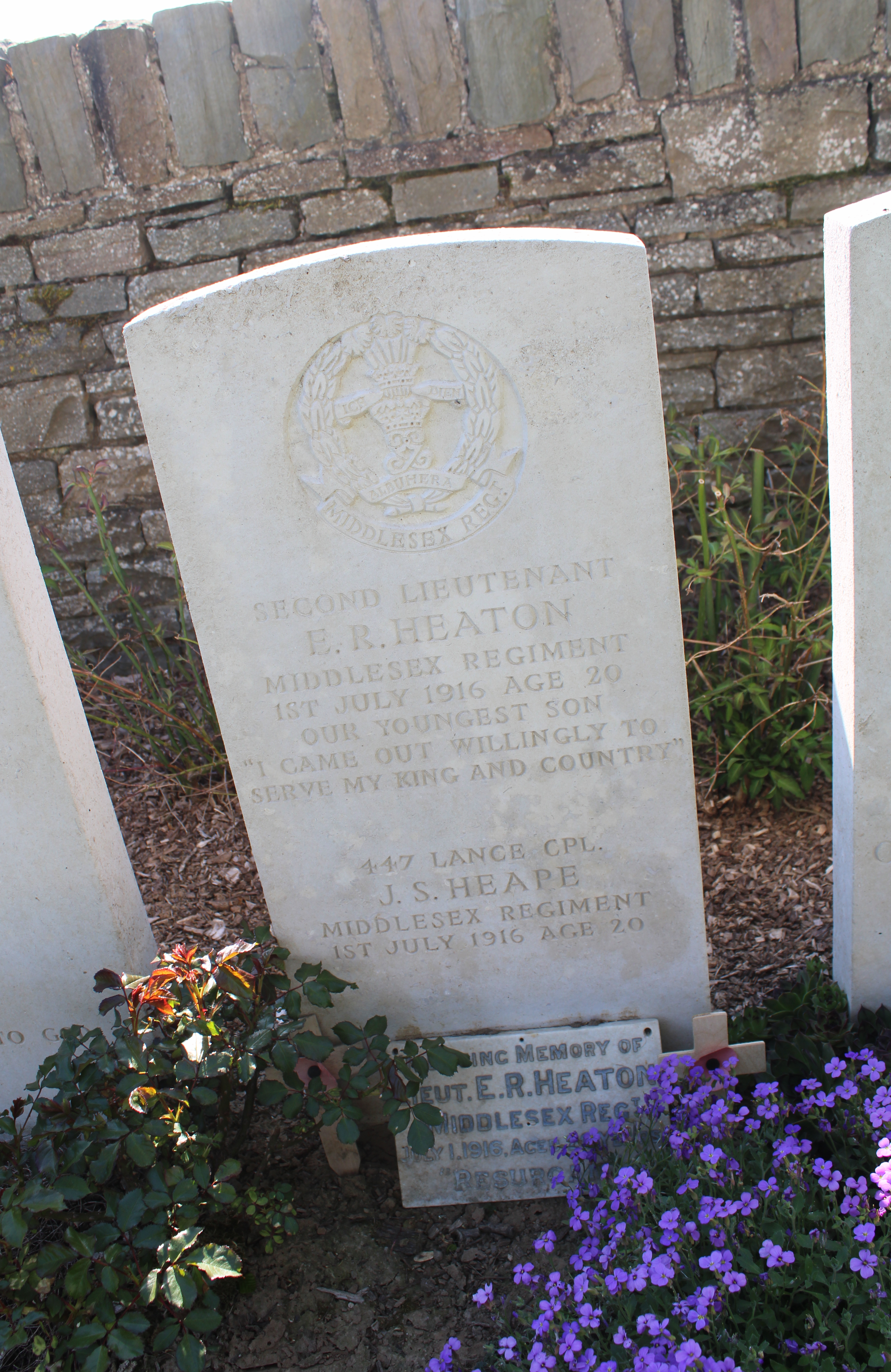
Tombe de E.R. HEATON.